# Entraigues (Puy-de-Dôme)
Entraigues – miejscowość i gmina we Francji, w regionie Owernia-Rodan-Alpy, w departamencie Puy-de-Dôme.
Według danych na rok 1990 gminę zamieszkiwały 563 osoby, a gęstość zaludnienia wynosiła 58 osób/km² (wśród 1310 gmin Owernii Entraigues plasuje się na 373. miejscu pod względem liczby ludności, natomiast pod względem powierzchni na miejscu 819.).